# Nolana
Nolana ist eine Gattung aus der Familie der Nachtschattengewächse (Solanaceae). Mit 89 Arten gehört sie neben den Gattungen Nachtschatten (Solanum, über 1000 Arten), Lycianthes (etwa 200 Arten), Hammersträucher (Cestrum, etwa 175 Arten), Bocksdorne (Lycium, etwa 83 Arten) und Tabak (Nicotiana, etwa 75 Arten) mit zu den artenreichsten innerhalb der Familie. Ihr Vorkommen beschränkt sich auf Gebiete in Peru und Chile, eine Art ist auf den Galápagos-Inseln endemisch, kommt also nur dort vor. Vor allem aufgrund der fünfzähligen Fruchtknoten und der daraus entstehenden Sammelfrüchte, die sonst innerhalb der Nachtschattengewächse nicht auftreten, war ihre taxonomische Einordnung lange Zeit umstritten.

## Beschreibung

### Vegetative Merkmale

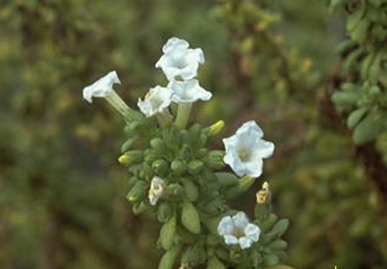
Nolana galapagensis, eine der Arten mit sukkulenten Blättern

Die Nolana-Arten sind niedrige oder niederliegend wachsende einjährige oder ausdauernde krautige Pflanzen oder verholzende sowie halb-verholzende Sträucher. Sie besitzen eine Rübenwurzel. Oftmals sind die Pflanzen mehr oder weniger sukkulent. Die Sprossachse wächst aufrecht, aufsteigend, niederliegend oder aufliegend, sie ist unbehaart bis filzig behaart. Im Querschnitt sind Wachstumsringe erkennbar.
In Phasen extremer Trockenheit stellen die Pflanzen ihr Wachstum fast vollständig ein. Werden sie jedoch gleichmäßig mit ausreichend Wasser versorgt, bilden viele der rosettenbildenden Arten einen verlängerten Mittelspross aus, der in einer weiteren Blattrosette endet. Auf diese Weise können sich die Pflanzen mattenartig auf einer Fläche von mehreren Metern Durchmesser ausbreiten.
Die Laubblätter sind einfach und nebenblattlos, können gestielt oder aufsitzend sein. Sie bilden eine Rosette und/oder sind stängelständig. Sie sind wechselständig, allerdings beinahe gegenständig bis büschelig angeordnet. Die Blattspreiten sind ganzrandig, fleischig, dorsiventral, eiförmig bis linealisch oder spatelförmig, gelegentlich läuft die Blattbasis ungleichmäßig an den Sprossachsen herab. Die größten Blätter besitzt die Art Nolana rupicola mit bis zu 15 cm langen und 10 cm breiten Blättern. In einigen Fällen sind die Blattspreiten stark reduziert und nur noch rund und linealisch ausgebildet, dann nur 1 bis 5 mm lang und 1 mm im Durchmesser. Diese reduzierten Blätter sind oft dicht mit einfachen bis sternförmigen oder verzweigten Trichomen besetzt, die manchmal drüsige Spitzen ausbilden. Gelegentlich sind einige dieser Spitzen stark ausgeprägte Salzdrüsen.

### Blüten und Blütenstände

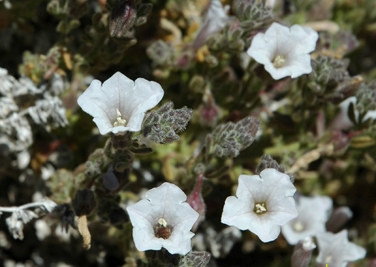
Blüten von Nolana leptophylla

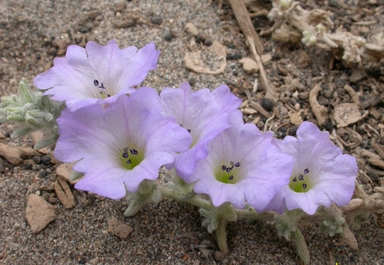
Blüten von Nolana volcanica

Einige Arten der Gattung blühen bereits sehr jung, wenn die Pflanzengröße nur wenige Zentimeter beträgt. Die auffälligsten Blüten treten im Artenkomplex um Nolana acuminata (entspricht Klade A, vergleiche Interne Systematik) mit Durchmessern von 3 bis 5 cm auf. Die Blüten stehen typischerweise einzeln in den Blattachseln, nur selten werden an aufsteigenden, modifizierten Zweigen traubige Blütenstände ausgebildet, in denen jede Blüte aus der Achsel eines kreisförmigen Tragblatts entspringt.
Die fünfzähligen, radiärsymmetrischen bis zygomorphen Blüten sind zweigeschlechtig. Sind die Blüten zygomorph, können sowohl Blütenhülle als auch das Androeceum (die Gesamtheit aller Staubblätter) oder auch nur das Androeceum asymmetrisch sein. Die fünf Kelchblätter sind gleich oder ungleich geformt, miteinander verwachsen und regelmäßig bis beinahe zweilippig. Selten sind sie zu einer ungelappten Röhre reduziert. Der Kelch bleibt an der Frucht bestehen und umschließt diese. Die Krone ist trichterförmig, glockenförmig oder röhrenförmig, seltener auch fast urnenförmig oder stieltellerförmig. Die fünf verwachsenen Kronblätter sind gleichgestaltig und zwischen den Kronlappen gefaltet, regelmäßig oder beinahe zweilippig geformt. Sie sind blau, violett, lavendelfarben oder weiß, der Kronsaum ist an der Basis dunkelviolett oder weiß und kann blassgelbe, weiße oder grüne Streifen aufweisen.
Die fünf Staubblätter stehen vor den Kelchblättern. Drei der Staubblätter haben längere Staubfäden als die anderen beiden Staubblätter. Die Staubfäden sind an der Basis miteinander verwachsen und oftmals behaart. Die Staubbeutel öffnen sich über nach innen gerichtete Längsschlitze. Aus ihnen tritt der Pollen in Form von einzelnen, blauen oder weißen, dreifurchigen Pollenkörnern aus.
Der Blütenboden ist eine hochstehende, kreisförmige, gekerbte oder gelappte Scheibe, aus der Nektar abgesondert wird. Der Fruchtknoten besteht aus fünf verwachsenen Fruchtblättern. Der Griffel ist in der Untergattung Alona endständig, in der Untergattung Nolana steht er auf dem Fruchtknotenwulst (gynobasisch). Die Narbe ist köpfchenförmig und feucht.

### Früchte und Samen
Die Früchte der Nolana werden entwicklungsgeschichtlich als abgeleitete Beeren interpretiert. In der Untergattung Alona sind die Fruchtblätter zu einem meist fünfkammerigen (aber auch drei- bis sechskammerigen) Fruchtknoten vereint. Die Plazentation ist dabei basal-axial, der Fruchtknoten entwickelt sich zu einer trockenen Frucht aus fünf (beziehungsweise drei bis sechs) mehrsamigen Teilfrüchten. In der Untergattung Nolana hingegen sind die Fruchtblätter stark gelappt, wobei sich in jedem Lappen meist eine Samenanlage befindet. Der Fruchtknoten entwickelt sich hierbei in eine trockene Frucht, die aus bis zu 30 meist einsamigen Teilfrüchten besteht. In den Samen befindet sich ein gebogener oder geschraubter Embryo.

### Weitere Merkmale
Die Basischromosomenzahl ist x=12. In pflanzenchemischen Untersuchungen wurden in den Pflanzen Hydroxyflavonole, Quercetin und Kaempferol nachgewiesen, Stoffe, die auch in anderen Nachtschattengewächsen vorkommen. Weiterhin wurden Diterpenoide und Sesquiterpenoide gefunden.

## Verbreitung und Standorte
Die Arten der Gattung Nolana haben ihre Verbreitungsgebiete zwischen dem nördlichen Peru und dem Süden Chiles, nur Nolana galapagensis ist auf den Galápagos-Inseln endemisch. Die meisten Arten besitzen ein recht kleines Areal, mit Nolana adansonii, Nolana gracillima, Nolana lycioides und Nolana jaffuelii sind nur vier Arten in einem größeren Verbreitungsgebiet zwischen dem südlichen Peru und dem nördlichen Chile beheimatet. Es können zwei besonders artenreiche Zentren unterschieden werden: Eines im südperuanischen Departement Arequipa, das andere im Norden Chiles zwischen Antofagasta und Atacama.
Die meisten Arten sind prägende Bestandteile der sogenannten Loma-Formationen – küstennahe, extrem trockene Gebiete, die bis in eine Höhe von 1000 m reichen. Die Formationen erstrecken sich zwischen 5 und 30° südlicher Breite über eine Länge von 3500 km und werden nur gelegentlich durch Flusstäler unterbrochen. An einigen Stellen sind die Gebiete nur 25 km breit. Die Vegetation dieser Formationen ist vor allem von der Feuchtigkeit abhängig, die durch Nebel vom Ozean dorthin gelangt. Zudem ist eine starke Verbindung mit dem Auftreten des El-Niño-Phänomens zu beobachten. Durch die erhöhte Feuchtigkeit, die während dieser Phasen vorhanden ist, verwandeln sich die sonst wüstenartigen Gebiete in dicht bewachsene Landschaften. Die größte Artenvielfalt der Gattung hat sich nur wenige Kilometer von der Pazifikküste in Höhenlagen zwischen 50 und 600 m entwickelt. Nur wenige Nolana-Arten wachsen auch im Landesinneren oder in Höhen bis 4000 m.

## Ökologie
Standortbeobachtungen zeigten, dass die Blüten von einer Vielzahl von Bestäubern besucht werden, darunter Käfer, Schmetterlinge, Fliegen, Ameisen und Wespen. Die Käfergattung Epicante ernährt sich ausschließlich von Nolana-Kronen. Vermutlich fungieren diese Käfer auch als Bestäuber. Des Weiteren wurden verschiedene Thripidae in den Blüten beobachtet.
Die Ausbreitungsmechanismen der Samen sind bisher noch nicht umfassend untersucht worden. Es wird angenommen, dass Vögel an der Ausbreitung beteiligt sind, auch wurden in den Ausscheidungen von Nagetieren Früchte gefunden.

## Systematik

### Externe Systematik
Obwohl Nolana aufgrund ihrer außergewöhnlichen Blüten und Früchte von einigen Autoren aus den Nachtschattengewächsen (Solanaceae) ausgeschlossen wurde (so beispielsweise Hunziker (2001)), zeigten bereits relativ frühe molekularbiologische Untersuchungen eine nahe Verwandtschaft zu den Bocksdornen (Lycium). In der 2007 von Richard Olmstead und Lynn Bohs veröffentlichten, verschiedene phylogenetische Untersuchungen zusammenfassenden Systematik der Nachtschattengewächse wird die Gattung neben den Bocksdornen und der Gattung Sclerophylax in eine Gruppe ohne Rang namens „Lyciina“ eingeordnet. Zusammen mit der Tribus Hyoscyameae und den Gattungen Jaborosa und Latua bilden sie eine ebenfalls ranglose Gruppe namens „Atropina“, welche innerhalb der Unterfamilie Solanoideae platziert ist.

### Interne Systematik
Gelegentlich wird die Gattung in die zwei Untergattungen Nolana und Alona unterteilt, vor allem ältere Bearbeitungen sehen in den Gruppen auch eigenständige Gattungen. Sie unterscheiden sich vor allem durch Eigenschaften der Früchte. Phylogenetische Untersuchungen von 63 der 89 derzeit anerkannten Arten durch Dillon et al. (2007) ergaben jedoch keine deutliche Unterstützung für diese Gliederung. Eine Gruppe von Arten innerhalb der Nolana, die zuvor zum Teil als Sorema Lindl. aus der Gattung ausgegliedert wurden, könnte eventuell den Status einer Untergattung erhalten.
Die phylogenetischen Untersuchungen von Dillon et al. ergaben, dass die Gattung selbst monophyletisch ist und wiederum in drei monophyletische Gruppen gegliedert ist, wovon eine aus der Art Nolana sessiliflora besteht und als basales Schwestertaxon zur restlichen Gattung steht. Die beiden anderen Gruppen werden von Dillon et al. als Klade I und II bezeichnet:
|  | Nolana sessiliflora                                  |
|  |                                                      |
|  | \| \| Klade I \| \| \| \| \| \| Klade II \| \| \| \| |
|  |                                                      |
|  | Klade I                                              |
|  |                                                      |
|  | Klade II                                             |
|  |                                                      |

|  | Klade I  |
|  |          |
|  | Klade II |
|  |          |

Innerhalb der Kladen I und II konnten insgesamt acht weitere monophyletische, mit A bis H bezeichnete Unterkladen identifiziert werden, deren Stellung innerhalb der Kladen jedoch nicht vollständig geklärt werden konnte. Innerhalb der Klade II konnte Nolana tarapacana keiner Klade zugeordnet werden. Ein untersuchtes Individuum von Nolana peruviana wurde unerwartet in Klade H eingeordnet, andere jedoch erwartungsgemäß in Klade F.
Die fünf Unterkladen unterhalb von Klade I werden gebildet von:
Klade ANolana acuminata, Nolana baccata, Nolana elegans, Nolana paradoxa, Nolana parviflora, Nolana pterocarpa, Nolana reichei, Nolana rupicola
Klade BNolana aticoana, Nolana chancoana, Nolana chapiensis, Nolana humifusa, Nolana inflata, Nolana laxa, Nolana lezamae, Nolana plicata, Nolana scaposa, Nolana spathulata, Nolana urubambae, Nolana weissiana
Klade CNolana carnosa, Nolana coelestis, Nolana filifolia, Nolana rostrata
Klade DNolana balsamiflua, Nolana linearilifolia, Nolana stenophylla
Klade ENolana adansonii, Nolana arenicola, Nolana galapagensis
Die drei Unterkladen unterhalb von Klade II werden gebildet von:
Klade FNolana albescens, Nolana aplocaryoides, Nolana clivicola, Nolana diffusa, Nolana flaccida, Nolana lachimbensis, Nolana leptophylla, Nolana mollis, Nolana onoana, Nolana peruviana, Nolana ramosissima, Nolana salsoloides, Nolana sedifolia, Nolana sphaerophylla, Nolana villosa
Klade GNolana arequipensis, Nolana cerrateana, Nolana confinis, Nolana gayana, Nolana intonsa, Nolana johnstonii, Nolana lycioides, Nolana pallida, Nolana pilosa, Nolana thinophila, Nolana tomentella, Nolana volcanica,
Klade HNolana crassulifolia, Nolana divaricata, Nolana incana, Nolana peruviana, Nolana werdermannii
Die Arten, die bei der Untersuchung nicht betrachtet wurden, waren meist nur durch das Typusexemplar bekannte Endemiten, so beispielsweise Nolana foliosa, Nolana insularis, Nolana pearcei, Nolana platyphylla, Nolana polymorpha und Nolana weberbaueri. Andere sind vermutlich durch Zerstörung des Standorts bereits ausgestorben, so beispielsweise Nolana minor.
2007 wurden durch Michael Dillon und seine Mitarbeiter zehn weitere Arten beschrieben, die zum Teil ebenfalls noch nicht Bestandteil der phylogenetischen Untersuchungen waren. Die neu beschriebenen Arten sind Nolana aenigma, Nolana arequipensis, Nolana chancoana, Nolana chapiensis und Nolana lezamae aus Peru, sowie Nolana dianae, Nolana reichei, Nolana onoana, Nolana lachimbensis und Nolana philippiana aus Chile.

## Verwendung
Einige Arten der Gattung haben begrenzte Bedeutung als Zierpflanzen. Bereits 1760 wurde Nolana humifusa aus Peru nach Europa eingeführt, gelegentlich sind Samen im kommerziellen Handel erhältlich, jedoch sind keine benannten Sorten bekannt. Die chilenische Art Nolana paradoxa ist seit etwa 1820 aus europäischen Gärten bekannt und ist die bekannteste kultivierte Art, bekannte Sorten sind beispielsweise 'Blue Bird' und 'Cliff Hanger Blue'.

## Botanische Geschichte und Etymologie

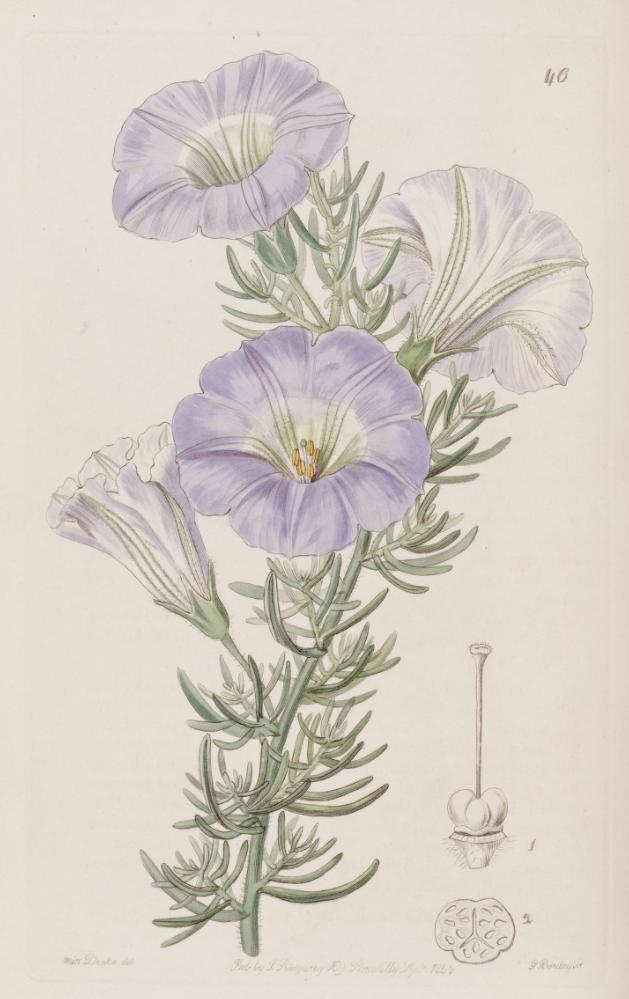
Historische Darstellung von Nolana coelestis aus dem Jahr 1844

Die Gattung wurde 1762 von Carl von Linné jr. erstbeschrieben. Der von ihm gewählte Name der Gattung leitet sich vom lateinischen nola ab, was so viel wie „kleine Glocke“ bedeutet. Eine Platzierung in eine eigenständige Familie Nolanaceae wurde 1820 von Friedrich von Berchtold und Jan Svatopluk Presl vorgeschlagen, jedoch ordneten die systematischen Behandlungen von George Don (1838) und Michel Félix Dunal (1852) die Gattung jeweils den Nachtschattengewächsen (Solanaceae) unter. George Bentham und Joseph Dalton Hooker platzierten die Arten in eine Tribus innerhalb der Windengewächse (Convolvulaceae). Auch später wurde die Gattung an unterschiedlicher Position platziert, so als eigene Familie Nolanaceae von Arthur John Cronquist (1981) und Armen Tachtadschjan (1980), oder innerhalb der Nachtschattengewächse als Unterfamilie Nolanoideae oder als Tribus Nolaneae, beispielsweise von Rolf Martin Theodor Dahlgren (1980), William D’Arcy (1979, 1991) und Robert Folger Thorne (1983). Bereits 1992 zeigten Richard Olmstead und Jeffrey Palmer, dass Nolana phylogenetisch den Bocksdornen (Lycium) nahesteht; diese Ansicht wurde jedoch von einigen Bearbeitern, so auch Armando Hunziker (2001) abgelehnt. Weitere molekularbiologische Arbeiten bestätigten jedoch diese Einordnung.
Auch die innere Systematik der Gattung wurde oft sehr unterschiedlich verstanden; die Anzahl der Gattungen und Arten, in die der heute anerkannte Umfang der Gattung aufgeteilt wurde, schwankte sehr stark. Michael Dillon (2007) stellt dabei fest, dass systematische Behandlungen, die nur auf Untersuchung von Herbarbelegen beruhen, sehr wenige Arten anerkennen; Forscher, die auch Untersuchungen im Feld vornahmen, erkannten meist deutlich mehr Arten an. Dies begründet Dillon damit, dass viele Eigenschaften, die eine Artabgrenzung ermöglichen, in Herbarexemplaren nicht erhalten sind. John Lindley (1844) erkannte fünf Gattungen (Nolana, Alonia, Dolia, Sorema und Aplocarya) mit insgesamt 17 Arten an. Michel Felix Dunal (1852), der Nolana als Tribus anerkannte, teilte sie ebenfalls in fünf Gattungen (Nolana, Dolia, Alibrexia, Aplocarya und Bargemontia) mit 33 Arten. George Bentham und Joseph D. Hooker (1873) erkannten vier Gattungen (Nolana, Alona, Dolia und Bargemontia) mit insgesamt 27 Arten an.
Die erste moderne monographische Behandlung durch Ivan Murray Johnston (1936) nennt zwei Gattungen (Nolana und Alona) mit 63 Arten. Aldo Mesa, der 1981 zunächst nur 18 Arten in einer einzelnen Gattung einordnete und diese in die Untergattungen Nolana und Alona einteilte, erweiterte seine Betrachtung der Gattung und erkannte in Werken von 1997 und 1998 70 Arten an. Durch umfangreiche Untersuchungen und Feldarbeiten, bei denen auch neue Arten beschrieben wurden, werden aktuell 89 Arten unterschieden.